# Simon Thomas
Simon Thomas (ur. 12 kwietnia 1990 w Victorii) – kanadyjski piłkarz grający na pozycji bramkarza. Od 2016 jest zawodnikiem klubu FK Bodø/Glimt.

## Kariera klubowa
Swoją karierę piłkarską Thomas rozpoczął w Metro Victoria United. W 2008 roku został zawodnikiem Vancouver Whitecaps. W latach 2008–2009 grał w drużynie U-23. W 2010 roku został zawodnikiem pierwszego zespołu Whitecaps. Rozegrał w nim 1 mecz. W 2011 roku przeszedł do Huddersfield Town, w którym nie wystąpił ani razu. W 2013 roku wrócił do Vancouver Whitecaps. W tym samym roku był wypożyczony do FC Edmonton. Następnie był zawodnikiem Newport County, a w sezonie 2015 - Strømmen IF. W 2016 trafił do FK Bodø/Glimt.
| Sezon   | Klub                          | Kraj              | Rozgrywki              | Mecze | Bramki |
| ------- | ----------------------------- | ----------------- | ---------------------- | ----- | ------ |
| 2008    | Vancouver Whitecaps Residency | Stany Zjednoczone | PDL Northwest Division | 13    | 0      |
| 2009    | Vancouver Whitecaps Residency | Stany Zjednoczone | PDL Northwest Division | 6     | 0      |
| 2010    | Vancouver Whitecaps           | Stany Zjednoczone | USSF Division 2        | 1     | 0      |
| 2011/12 | Huddersfield Town             | Anglia            | League One             | 0     | 0      |
| 2013    | Vancouver Whitecaps           | Stany Zjednoczone | MLS                    | 0     | 0      |
| 2013    | FC Edmonton                   | Stany Zjednoczone | NASL                   | 0     | 0      |
| 2014/15 | Newport County                | Anglia            | League Two             | 0     | 0      |
| 2015    | Strømmen IF                   | Norwegia          | 1. divisjon            | 28    | 0      |
| 2016    | FK Bodø/Glimt                 | Norwegia          | Tippeligaen            |       |        |

## Kariera reprezentacyjna
W reprezentacji Kanady Thomas zadebiutował 26 stycznia 2013 roku w przegranym 0:4 towarzyskim meczu z Danią, rozegranym w Tucson. W 2013 roku został powołany do kadry na Złoty Puchar CONCACAF 2013.